# Oberamt Herbstein
Das Oberamt Herbstein war ein Amt des Hochstifts Fulda und des Fürstentums Nassau-Oranien-Fulda.

## Funktion
In der Frühen Neuzeit waren Ämter eine Ebene zwischen den Gemeinden und der Landesherrschaft. Die Funktionen von Verwaltung und Rechtsprechung waren hier nicht getrennt. Dem Amt stand ein Amtmann vor, der von der Landesherrschaft eingesetzt wurde. 

## Geografie
Das Oberamt Herbstein bestand aus zwei räumlich getrennten Teilen: Der Stadt Herbstein, zugleich „Amt Herbstein“, und das davon räumlich getrennte „Gericht Hosenfeld“. Das Amt Herbstein war eine fuldische Exklave, römisch-katholisch und von evangelischem Gebiet umgeben.

## Geschichte

### Fulda
Seit dem 18. Jahrhundert wurde das Amt als „Oberamt“ bezeichnet. An seiner Spitze stand formal ein adliger Oberamtmann. Dieses Amt war aber zum Ende des Alten Reiches 1806 eine Sinekure. Oberster Beamter des Oberamtes war faktisch vielmehr der Stadtschultheiß der Stadt Herbstein oder der Amtsvogt des Gerichts Hosenfeld.

### Fürstentum Nassau-Oranien-Fulda
Das Fürstentum Nassau-Oranien-Fulda wurde als Entschädigung des abgesetzten Statthalters der Niederlande gebildet. In Bezug auf die Rechtsprechung und Verwaltung wurde mit der Landesherrlichen Verordnung die Ober- und Ämter betrefffend vom 8. Januar 1803 eine Neuorganisation der bestehenden Ämter vorgenommen. Durch Bekanntmachung vom 22. März 1805 wurde dann das Propsteiamt Blankenau und das Stadtschultheißenamt Herbstein aufgehoben und dem Oberamt Großenlüder zugeordnet.

### Großherzogtum Frankfurt
1806 besetzte Frankreich das Fürstentum Nassau-Oranien-Fulda. Es stand zunächst unter Militärverwaltung und das Oberamt Großenlüder gehörte als Distriktsmairie Salmünster zum Departement Fulda. An der Struktur änderte sich nichts (siehe hierzu Gerichtsorganisation im Großherzogtum Frankfurt). Insbesondere die Trennung der Rechtsprechung von der Verwaltung wurde nicht eingeführt. Das ehemalige Gericht Hosenfeld blieb Teil des Oberamtes Großenlüder, Herbstein dagegen kam zum Großherzogtum Darmstadt: Am 11. Mai 1810 schlossen das Großherzogtum und Frankreich einen Staatsvertrag, mit dem Frankreich Gebiete, die es 1806 besetzt hatte, an das Großherzogtum weiter gab. Der im Mai geschlossene Vertrag wurde von Napoléon aber erst am 17. Oktober 1810 unterschrieben. Das hessische Besitzergreifungspatent datiert so erst vom 10. November 1810.

### Kurhessen
Gemäß der Schlussakte des Wiener Kongresses vom 9. Juli 1815 ging das Oberamt Großenlüder (ohne das großherzoglich-hessische Herbstein) an das Königreich Preußen über. Dieses übertrug das Amt am 16. Oktober 1815 an das Kurfürstentum Hessen. 1822 wurde in Kurhessen die Trennung der Rechtsprechung von der Verwaltung vorgenommen. Die Verwaltungsfunktionen gingen auf den Kreis Fulda über, die Gerichtsfunktion auf das Justizamt Großenlüder.

## Bestand

### Amt Herbstein
Zum „Amt Herbstein“ siehe: hier.

### Gericht Hosenfeld
1365 verpfändete Abt Heinrich VII. das Gericht an Johann von Dernbach. 1386 erwarben die von Fischborn und die von Lüder je eine Hälfte des Gerichtes. Die von Lüder erwarben später auch die andere Hälfte. 1752 löste Fulda die Pfandschaft ein und war damit alleiniger Besitzer des Gerichtes.
Das Gericht Hosenfeld hatte im Laufe der Geschichte eine Reihe von Grenzverschiebungen erfahren. Der Ort Jossa, der 1423 noch zum Amt gehörte, war später durch Verpfändungen und Verkäufe in eine rechtlich unklare Position geraten. 1603 verweigerten die Anwohner auf Anweisung der Besitzer des Dorfes (das waren zu einem Drittel die von Boineburg und zu zwei Drittel die von Romrod) die Huldigung für Fulda. In einer Urkunde von 1676 wurden Fulda nur die vier hohen Rügen zugestanden. Nachdem Fulda das Dorf zurückgekauft hatte, wurde es 1738 nicht dem Gericht Hosenfeld, sondern dem Gericht Lüder zugeordnet.
Auch der Ort Gersrod ging dem Gericht verloren. Ursprünglich Teil des Gerichtes wird er ab 1603 als Teil des Propsteiamtes Blankenau geführt. Am Ende des Alten Reiches umfasste das Gericht Brandlos, Hauswurz, Hosenfeld, Pfaffenrod, Poppenrod und Schletzenhausen.
1752 wurde das Gericht Hosenfeld dem Oberamt Herbstein nachgeordnet. 

## Persönlichkeiten
- Oberamtmann Heinrich Graf von Tattenbach zu Reinstein (1800)
- Stadtschultheiß/Amtsvogt Amand Rang (1800)